# 나카우미촌
나카우미촌(中海村)은 이시카와현 노미군에 설치되었던 촌이다. 현재의 고마쓰시에 해당한다.